# William Bruce Ellis Ranken
William Bruce Ellis Ranken (Edimburgo, 11 aprile 1881 – Londra, 31 marzo 1941) è stato un pittore ed esteta scozzese.

## Biografia
William Bruce Ellis Ranken nacque a Edimburgo nel 1881, figlio dell'avvocato Robert Burt Ranken e della moglie Mary. Studiò all'Eton College e poi alla Slade School of Art di Londra sotto la supervisione di Henry Tonks.
Nel 1904 tenne la sua prima mostra alla Carfax Gallery di Londra, ottenendo buone recensioni da parte della critica e attirando le attenzioni di John Singer Sargent. Con la scoppio della prima guerra mondiale, Ranken si trovò a combattere in Francia insieme all'amico e futuro cognato Ernest Thesiger, con cui cominciò a collezionare e restaurare ricami d'epoca. Dopo la fine della Grande guerra, Ranken tornò in Gran Bretagna, dove acquistò una casa nell'Hampshire, che fu poi costretto a vendere durante la Grande depressione. Dal 1919 alla morte fu vice-direttore del Royal Institute of Oil Painters.
In campo artistico, Ranken si affermò come apprezzato pittore di acquerelli e, soprattutto, acclamato ritrattista, molto in voga nell'alta società britannica. I suoi soggetti annoveravano le regine consorti Maria di Teck ed Elizabeth Bowes-Lyon, ma anche la famiglia di William Lygon, VII conte Beauchamp, Violet Trefusis, il principe Vsevolod Ivanovič Romanov, Mrs. Patrick Campbell e Irene Curzon, II baronessa Ravensdale. La sua popolarità raggiunse anche gli Stati Uniti, anche grazie a Sargent, e dipinse figure illustri del bel mondo newyorchese, come la famiglia di Cornelius Vanderbilt II o Cole Porter. Fu anche un apprezzato pittore di interni e realizzò tele raffiguranti scorci delle sale di Blenheim Palace, Osterley Park, Stadtschloss, del Palazzo reale di Madrid, del Palazzo di Versailles, Buckingham Palace e altri prestigiosi indirizzi di Londra e New York. Nel 1936 fu uno dei quattro pittori che ricevettero il permesso di dipingere l'Incoronazione di re Giorgio VI e della regina Elisabetta nell'Abbazia di Westminster. Ranken realizzò anche numerosi ritratti di bei giovani, spesso svestiti o circondati da fiori, come era abitudine tra i pittori di arte omoerotica del periodo; alcuni di questi dipinti raffigurano fiorai di Covent Garden, luogo noto anche per la prostituzione, spesso maschile.
Morì improvvisamente nel 1941 all'età di 59 anni per un'emorragia cerebrale.